# Raymond Rubicam
Raymond Rubicam (New York, 16 giugno 1892 – Scottsdale, 8 maggio 1978) è stato un pubblicitario statunitense.
Copywriter, scrittore, giornalista, uomo d'affari, è uno dei padri della moderna pubblicità. Ha fondato nel 1923, assieme a John Orr Young, la Young & Rubicam, una delle più importanti agenzie del mondo. Tra i primi a comprendere l'importanza, in pubblicità, della creatività e della ricerca scientifica.

## Biografia

### Infanzia e Giovinezza
Rubicam nasce a New York, nel quartiere di Brooklyn, il 16 giugno del 1892. Ultimo di otto figli, suo padre era un giornalista economico, sua madre una poetessa. Con la morte prematura del padre, la famiglia si divide e il giovane Rubicam vive a turno con alcuni dei suoi fratelli trasferitisi nel frattempo in differenti stati (Ohio, Texas, Colorado). Questa condizione di disagio contribuisce probabilmente a rendere Rubicam uno studente turbolento e poco incline alla disciplina, comunque già dall'età di otto anni inizia anche a lavorare per aiutare la famiglia, e a quindici abbandona definitivamente la scuola. 

Negli anni successivi, quindi a partire dal 1907, si cimenta nei mestieri più disparati per guadagnarsi da vivere, continuando tuttavia a studiare nei momenti liberi. E per un periodo lo sfiora persino l'idea di iscriversi a legge, ma si rende ben presto conto di non potersi permettere il college. Ritorna quindi a concentrarsi sulla sua passione di sempre, ossia la scrittura. Riesce ad ottenere una collaborazione col giornale Philadelphia Inquirer in qualità di reporter. 

Verso il 1916, in procinto di sposarsi, Rubicam decide di cercarsi un lavoro più remunerativo: abbandona l'attività di giornalista e inizia a vendere automobili. Ma nonostante gli affari vadano per il meglio, non ama questo lavoro. Eppure è proprio grazie a questo passaggio dalla scrittura al commercio che a Rubicam viene l'idea della pubblicità: un ibrido tra un artista e un mercante, un ragionevole compromesso tra la sua vocazione e i suoi doveri di capofamiglia.

### Gli anni all'agenzia pubblicitaria “F. Wallis Armstrong Company”
Nel 1916 Rubicam intraprende la sua carriera di copywriter, ossia scrivere i testi per gli annunci pubblicitari. Ottiene il suo primo impiego presso l'agenzia F. Wallis Armstrong, e il 30 novembre dello stesso anno si sposa con Regina McCloskey (dalla quale avrà tre figli). 

I tre anni passati alla F. Wallis Armstrong sono tuttavia difficili: da un lato perché il lavoro non è ben retribuito; dall'altro perché all'epoca vige ancora una concezione della pubblicità che s'ispira al behaviorismo e che quindi fa leva più sulla quantità e sulla continua ripetizione della pubblicità, che non sugli aspetti creativi. Nonostante ciò Rubicam riesce ad apprendere il mestiere e a mettere insieme un buon portfolio che gli permetterà di compiere il passo successivo.

### Gli anni all'agenzia pubblicitaria “N. W. Ayer & Son”
Nel 1919 Rubicam viene assunto dalla N. W. Ayer & Son  (la più importante agenzia pubblicitaria dell'epoca). È qui che scrive alcuni degli annunci più celebri della sua carriera, in particolare quello per i pianoforti Steinway & Sons (“the Instrument of the Immortals”), per lo Squibb (“the Priceless Ingredient”), per le automobili Rolls-Royce (“No Rolls-Royce has ever Worn Out”), nonché per la stessa N. W. Ayer & Sons. Ed è qui che inizia a delinearsi la sua filosofia, semplice ma che si rivelerà rivoluzionaria per il mondo della pubblicità: è più importante cosa si dice e come lo si dice, che non quanto lo si dice. Dopo circa quattro anni passati alla N. W. Ayer & Sons decide di mettere in pratica liberamente questa sua nuova concezione.

### Gli anni dell'agenzia pubblicitaria “Young & Rubicam”
Nel 1923, nella città di Philadelphia, Rubicam fonda assieme a John Orr Young (suo carissimo amico, di sette anni più anziano, e già collega presso la F. Wallis Armstrong e la N. W. Ayer & Sons) la Young & Rubicam. Con Young in qualità di presidente. 

L'idea di puntare sulla creatività ha successo e la Young & Rubicam riesce rapidamente a trovare utenti importanti (come la General Foods) e a vincere dei premi prestigiosi (come l'Harvard Award). Tre anni dopo, nel 1926, la sede si trasferisce a New York, in Madison Avenue (la via delle agenzie pubblicitarie più importanti del mondo). 

All'idea di puntare sulla creatività si associa tuttavia anche l'idea di investire gli utili per espandere l'azienda e per incentivare i lavoratori, e soprattutto l'idea di investire in ricerca.
Nel 1932 inizia il sodalizio, che si protrarrà per sedici anni, con George Gallup, statistico, all'epoca professore alla Northwestern University. Alla base vi è la necessità di fondare le idee sui fatti. Viene quindi inaugurato il dipartimento di ricerca della Young & Rubicam (presso il quale lavorerà anche il giovane David Ogilvy) che porta avanti studi pionieristici sui consumatori a livello di preferenze, di pregiudizi, di abitudini di lettura della stampa e di modalità di ascolto della radio. In particolare la Young & Rubicam è la prima agenzia ad impiegare l'intervista telefonica per misurare l'audience dei programmi radiofonici e il ricordo dei prodotti reclamizzati.
Tali studi si traducono in nuove forme di pubblicità (ad esempio l'impiego di fumetti umoristici o la creazione di spot radiofonici integrati nei programmi) e in nuovi modi di organizzarla (ad esempio lo stabilire regole di composizione per l'annuncio stampato). 

La filosofia di fondo che guida il lavoro di Rubicam è quella di porsi dalla parte del consumatore, preoccupandosi di creare pubblicità in grado innanzitutto di rispecchiare il lettore, e solo in un secondo momento di mostrare come un prodotto può essere utile (tale Approccio Indiretto ribaltava il canone vigente all'epoca che puntava tutto e subito sul bene da reclamizzare). 

Nonostante la depressione economica, nel periodo che va dal 1927 al 1937 la Young & Rubicam triplica il proprio fatturato e diventa la seconda agenzia pubblicitaria degli Stati Uniti (dopo la J. Walter Thompson), annoverando tra i propri clienti aziende come la General Electric, la Johnson & Johnson o la Gulf. Produce inoltre numerosi programmi radiofonici. E qualche decennio più tardi il primo spot a colori della storia della televisione.

Nel 1935 Rubicam diventa presidente della AAAA (American Association of Advertising Agencies). 

Nel 1939 divorzia dalla moglie e l'anno successivo si sposa con la cantante e attrice Bettina Hall (dalla quale avrà due figli). 

Nel 1942 pubblica Johnny Russell – In Memoriam, considerato dalla critica statunitense uno dei migliori romanzi ambientati in tempo di guerra (e adottato anche nelle scuole come libro di testo tra quelli aventi per soggetto la guerra). 

Più in generale, comunque, sotto la direzione di Rubicam, la Young & Rubicam contribuisce in maniera significativa allo sforzo bellico del proprio paese durante la seconda guerra mondiale, donando tempo e risorse al War Advertising Council e ad altri dipartimenti federali.

### Anzianità e Vecchiaia
Nel 1944, all'età di 52 anni, Rubicam si ritira dalla propria agenzia. 

Tra i vari impegni è attivo soprattutto presso varie associazioni volte a promuovere politiche di sviluppo a seguito della seconda guerra mondiale. 

Nel 1947 gli viene conferita la Laurea honoris causa in legge dalla Colgate University, e nel 1948 quella in lettere dalla Boston University.
Nel 1974 viene annoverato nella Hall of Fame dell'American Advertising Federation, e nel 1975 in quella dei Copywriters. 

Raymond Rubicam muore l'8 maggio del 1978, all'età di 85 anni, a Scottsdale, in Arizona, per un attacco cardiaco.